# ۸۸۸ (میلادی)
۸۸۸ (میلادی) هشتصد و هشتاد و هشتمین سال تقویم میلادی است.

## درگذشتگان
‎